# Svidnička
Svidnička (bis 1927 slowakisch „Svidníčky“; ungarisch Kisfagyalos – bis 1907 Szvidnicska) ist eine Gemeinde im Nordosten der Slowakei mit 135 Einwohnern (Stand 31. Dezember 2024), die im Okres Svidník, einem Kreis des Prešovský kraj, sowie in der traditionellen Landschaft Šariš liegt.

## Geographie

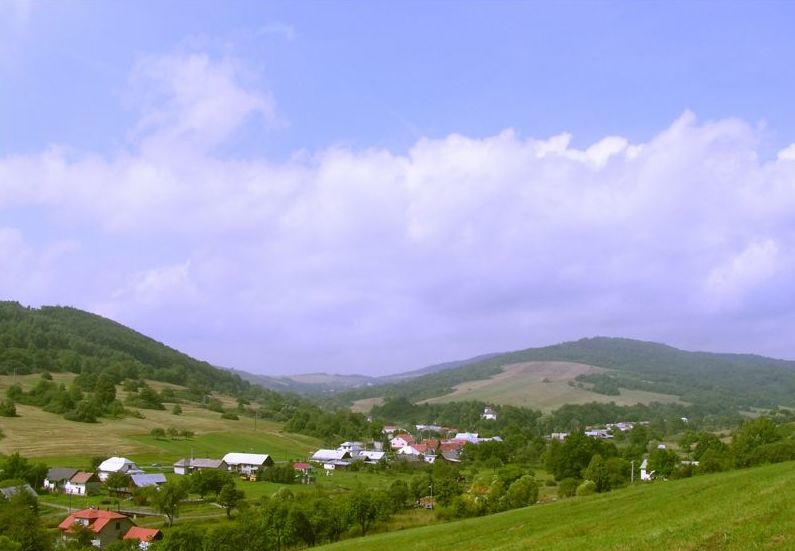
Svidnička

Die Gemeinde befindet sich in den Niederen Beskiden im Bergland Ondavská vrchovina und knapp außerhalb der Grenzen des Landschaftsschutzgebiets Východné Karpaty, am Zusammenfluss der Bäche Svidničanka und Vápenícky potok im Einzugsgebiet der Ondava, unweit der Staatsgrenze zu Polen. Das Ortszentrum liegt auf einer Höhe von 330 m n.m. und ist 11 Kilometer von Svidník entfernt (Straßenentfernung).
Nachbargemeinden sind Dlhoňa im Norden, Nižná Pisaná im Osten, Kružlová im Süden, Belejovce im Südwesten und Vápeník im Westen.

## Geschichte
Svidnička entstand in der Herrschaft von Makovica zwischen 1553 und 1572 und wurde zum ersten Mal 1572 als Zydnicza beziehungsweise Szuygniczka schriftlich erwähnt (nach anderen Quellen war der Ort bereits 1559 ersturkundlich erwähnt worden). Im Jahr 1572 war eine Steuer in Höhe von einer Porta fällig. 1712 flüchteten massenhaft die Untertanen vom Ort weg.
1787 hatte die Ortschaft 28 Häuser und 150 Einwohner, 1828 zählte man 31 Häuser und 250 Einwohner, die als Landwirte tätig waren.
Bis 1918 gehörte der im Komitat Sáros liegende Ort zum Königreich Ungarn und kam danach zur Tschechoslowakei beziehungsweise zur heutigen Slowakei. In beiden Weltkriegen wurde Svidnička schwer beschädigt. Nach dem Zweiten Weltkrieg pendelte ein Teil der Einwohner zur Arbeit in Industriegebiete in Svidník und Stropkov, die im Ort arbeitenden Einwohner waren unter anderem als Stellmacher und Weber beschäftigt.

## Bevölkerung
| Jahr                | 1994 | 2004 | 2014    | 2024    |
| ------------------- | ---- | ---- | ------- | ------- |
| Anzahl der Personen | 132  | 132  | 139     | 135     |
| Unterschied         |      | +0 % | +5,30 % | −2,87 % |

| Jahr                | 2023 | 2024    |
| ------------------- | ---- | ------- |
| Anzahl der Personen | 132  | 135     |
| Unterschied         |      | +2,27 % |

Gemäß der Volkszählung 2011 wohnten in Svidnička 141 Einwohner, davon 104 Slowaken, 31 Russinen und ein Tscheche. Fünf Einwohner machten keine Angabe zur Ethnie. 
113 Einwohner bekannten sich zur griechisch-katholischen Kirche, 13 Einwohner zur orthodoxen Kirche, fünf Einwohner zur Evangelischen Kirche A. B. und zwei Einwohner zur römisch-katholischen Kirche. Zwei Einwohner waren konfessionslos und bei sechs Einwohnern wurde die Konfession nicht ermittelt.

## Bauwerke und Denkmäler

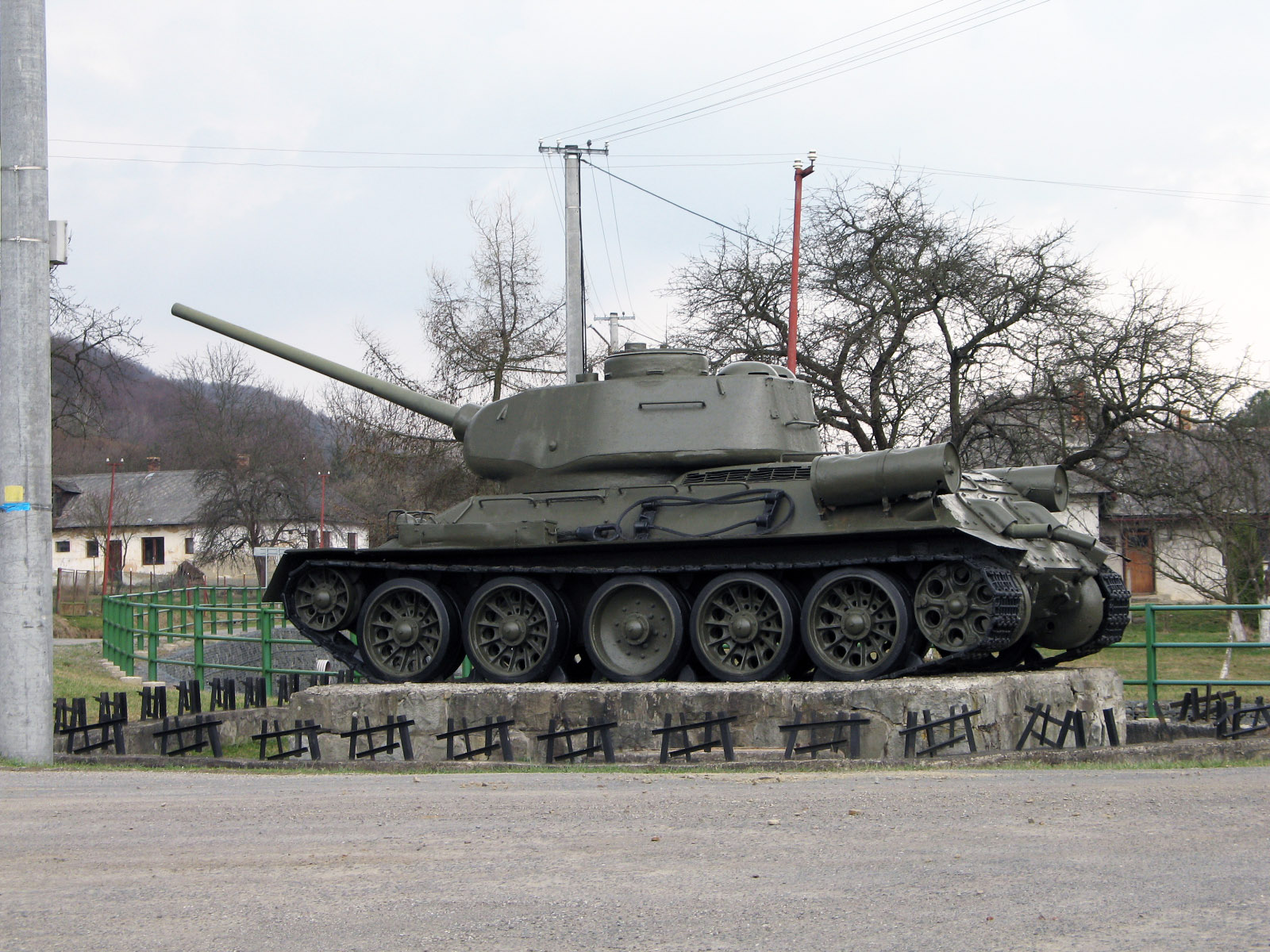
Ein ausgestellter Panzer T-34 in Svidnička als Denkmal an die Ostkarpatische Operation

- Ruine der im Zweiten Weltkrieg zerstörten griechisch-katholischen Kirche aus dem Jahr 1815
- Denkmal an die Ostkarpatische Operation (in der Slowakei Karpaten-Duklaer Operation genannt)

## Verkehr
Durch Svidnička verläuft die Cesta III. triedy 3537 („Straße 3. Ordnung“) von Kapišová und Kružlová heraus und weiter nach Vápeník. Im Ort zweigt die Cesta III. triedy 3540 nach Dlhoňa und Havranec ab.